# Zamek w Żurawnie
Zamek w Żurawnie – zamek w Żurawnie.
Warownia wybudowana w XVI w. przez Żurawińskich herbu Korczak. w 1939 po murowanym obronnym zameczku  pozostały ślady w postaci kamiennych głazów, naiwnych figur wykutych w piaskowcu, fragmentów kolumn, podziemnych korytarzy i piwnic zwieńczonych sklepieniami. Obok miejsca, w którym stał obronny zamek, na początku XIX w. Tomasz Żebrowski wybudował piętrowy pałac w Żurawnie.